# Venus gallina
Venus gallina är en musselart. Venus gallina ingår i släktet Venus och familjen venusmusslor.

## Underarter
Arten delas in i följande underarter:
- V. g. striatula
- V. g. gallina

## Bildgalleri

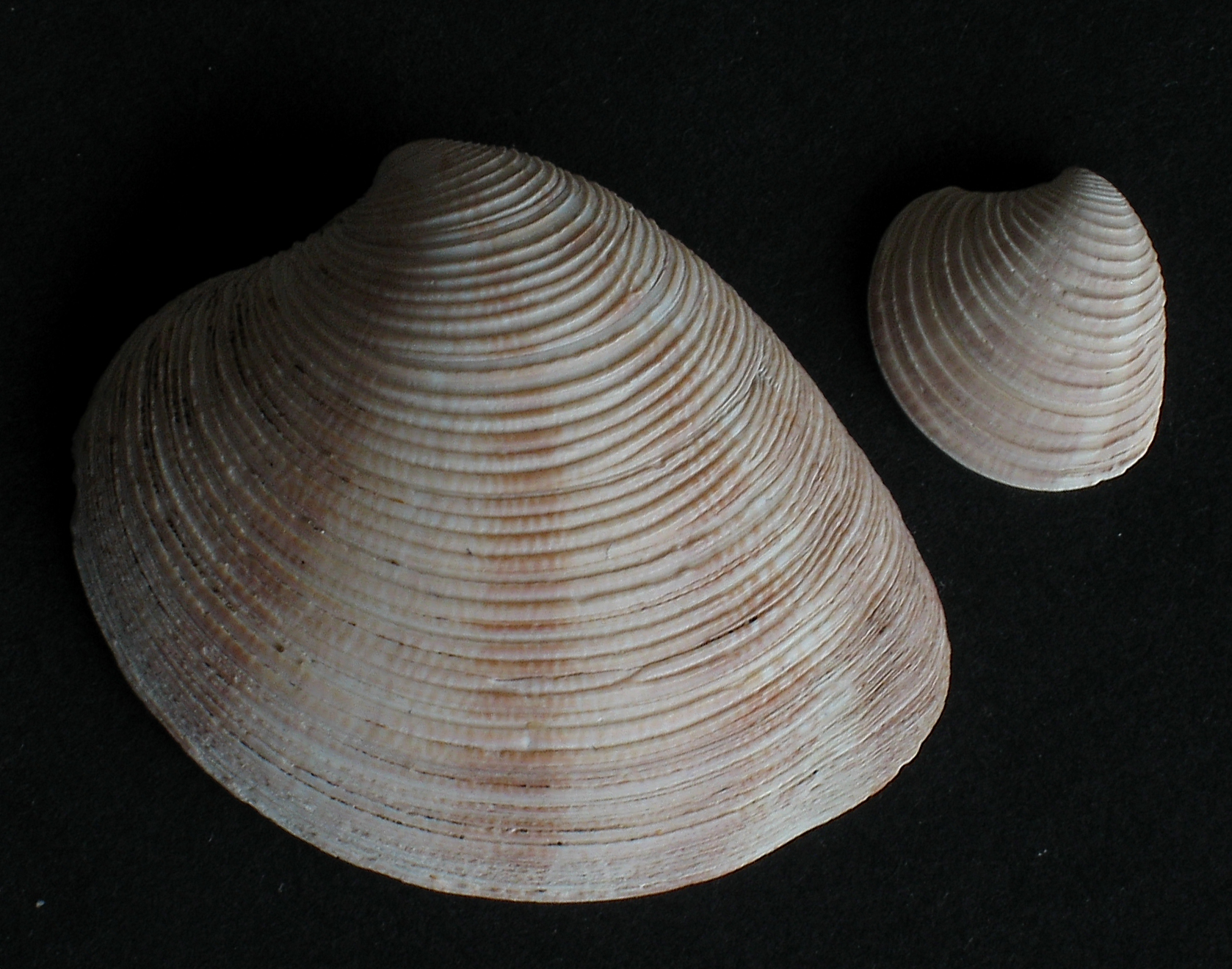